# Visoko eksplozivna protutenkovska granata
Visoko eksplozivna protutenkovska granata (engl. High explosive anti-tank warhead), skraćeno HEAT je eksplozivni tenkovski projektil za uništavanje svih vrsta ciljeva. Njome se mogu uništavati helikopteri, bunkeri, tenkovi i ostali ciljevi. HEAT dijeluje tako da se ispali iz topa velikom brzinom i zabija se u oklop. Prilikom udara eksplodira i uništava vozilo (npr. tenk). HEAT projektil se ispaljuje iz glatkocijevnog topa, a centrifugalna sila daje projektilu još veću brzinu. Što je veći kalibar topa, to je učinkovitost i snaga HEAT projektila veća. HEAT je postao gotovo beskoristan za uništavanje modernih tenkova, zbog razvoja reaktivnog i višeslojnog oklopa. Kako bi se povećala efektivnost i učinkovitost HEAT projektila na protiv reaktivnog oklopa, razvijene su posebne tandem HEAT bojne glave, koje se sastoje od nekoliko bojnih glava sklopnjene u jednu. Tako jedna projektil može imati više detonacija. Postoji puno podvrsta HEAT projektila, ali u suvremenim bobenim kompletima današnjih tenkova nalaze se HEAT-MP (multi-purpose) projektili, koji se koriste za uništavanje svih vrsta ciljeva, od žive sile, do helikoptera i oklopnih vozila.

## Primjeri
- S-8